# Lioconcha
Genre
Lioconcha est un genre de mollusques bivalves.

## Liste des espèces
N.B. : cette liste est peut-être incomplète.
- Lioconcha annettae Lamprell & Whitehead, 1990.
- Lioconcha berthaulti Lamprell et Healy, 2002.
- Lioconcha caledonensis Harte & Lamprell, 1999.
- Lioconcha castrensis (Linnaeus, 1758).
- Lioconcha dautzenbergi (Prashad, 1932).
- Lioconcha fastigiata (Sowerby, 1851).
- Lioconcha gordoni (E. A. Smith, 1885).
- Lioconcha hieroglyphica (Conrad, 1837).
- Lioconcha lorenziana (Dillwyn, 1817).
- Lioconcha macaulayi Lamprell et Healy, 2002.
- Lioconcha melharteae Lamprell & Stanisic, 1996.
- Lioconcha ornata (Dillwyn, 1817).
- Lioconcha philippinarum (Hanley, 1844).
- Lioconcha polita (Röding, 1798).
- Lioconcha pseudofastigiata Lamprell et Healy, 2002.
- Lioconcha richerdeforgesi Lamprell & Stanisic, 1996.
- Lioconcha schioettei Lamprell et Healy, 2002.
- Lioconcha sowerbyi (Deshayes, 1853).
- Lioconcha tigrina (Lamarck, 1818).
- Lioconcha trimaculata (Lamarck, 1818 in 1815-22).
- Lioconcha trimaculata (Lamarck, 1818).